# نادي كورتريك
نادي كورتريك لكرة القدم (بالهولندية:Koninklijke Voetbalclub Kortrijk) نادي كرة قدم بلجيكي يلعب في دوري الدرجة الممتازة . تم تأسيس النادي في سنة 1901 .